# 카타리나 에벨뢰프
카타리나 에벨뢰프(Katarina Ewerlöf, 1959년 12월 28일 ~ )는 스웨덴의 배우이다. 제35회 굴드바게상 여우주연상 수상자이다.

## 출연 작품
- 포 베터 앤드 워스 (2015)
- 메디신 (2014)
- 인 베드 위드 산타 (1999)